# Chhatrapati Shivaji Maharaj Vastu Sangrahalaya

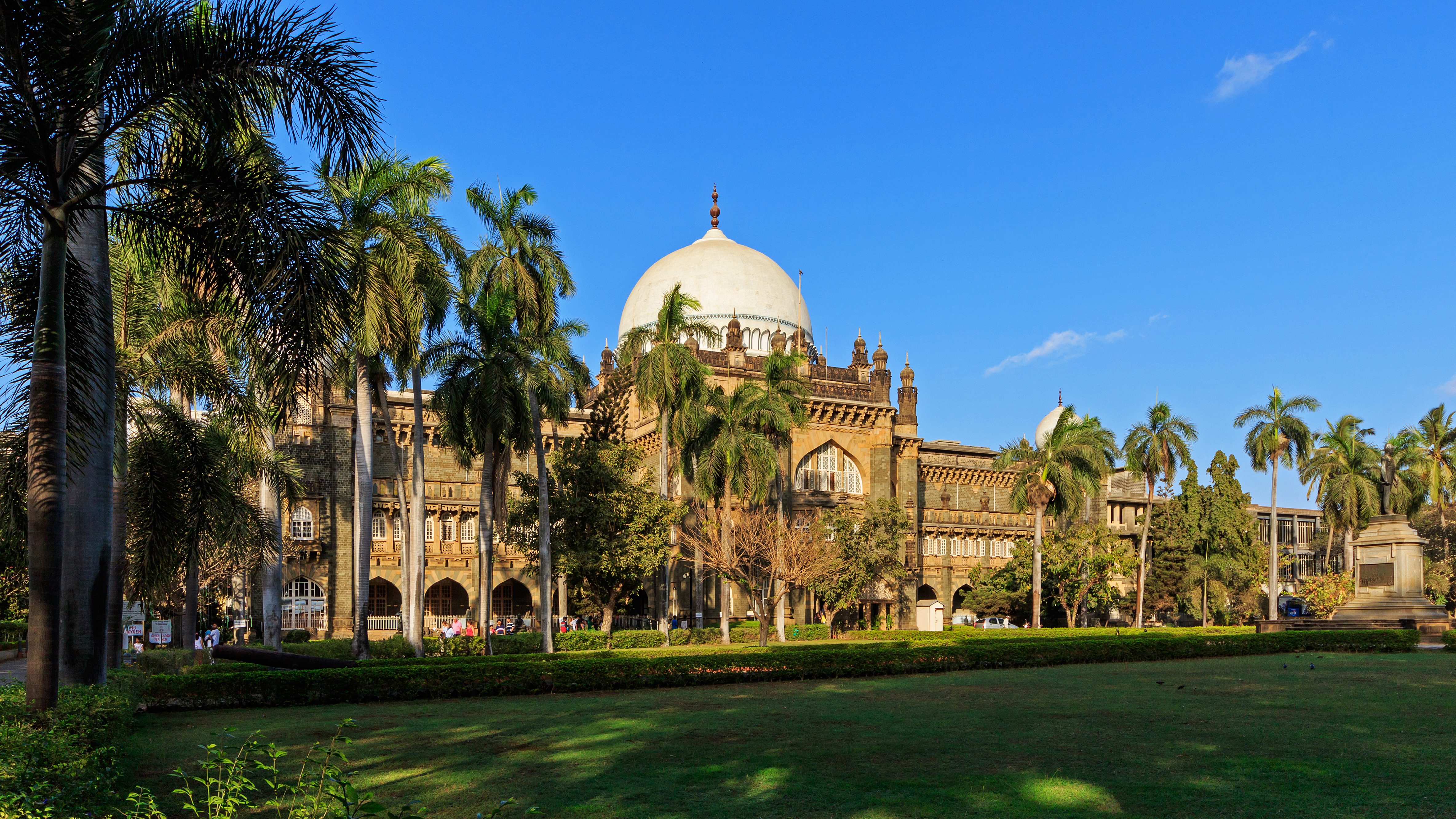
Das Prince of Wales Museum

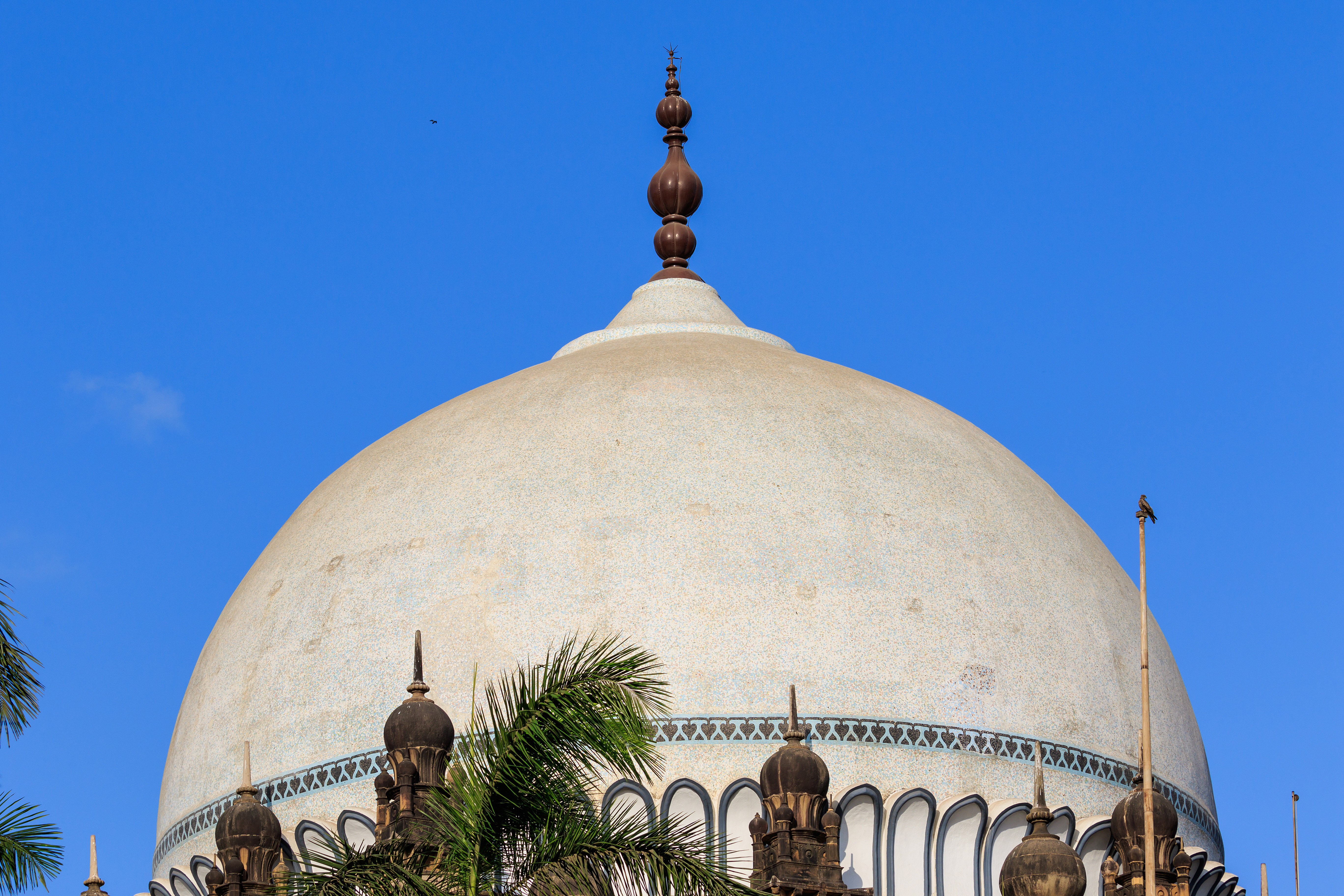
Die Kuppel des Museumsgebäudes

Das Chhatrapati Shivaji Maharaj Vastu Sangrahalaya (CSMVS; Marathi: छत्रपती शिवाजी महाराज वस्तुसंग्रहालय [ˈtʃʰʌtrʌpati ʃiˈʋaːdʒi mʌhaːˈraːdʒ ˈʋʌstu sʌŋɡrʌˈhaːlʌjʌ]), ehemals Prince of Wales Museum of Western India, ist ein Museum in der indischen Stadt Mumbai (Bombay). Es befindet sich an der Mahatma Gandhi Road in Mumbai unweit des Bombay High Courts und des Gateway of India. Seine Sammlung umfasst rund 50.000 Objekte aus den Bereichen, Kunst, Archäologie und Naturgeschichte.

## Geschichte
Der Grundstein des Museums wurde am 11. November 1905 in Anwesenheit des damaligen britischen Thronfolgers Prinz Georg, Prince of Wales, gesetzt. Ihm zu Ehren wurde auch der ursprüngliche Name der Einrichtung gewählt. Architekt des Museums war George Wittet. Es wurde am 10. Januar 1922 eröffnet. Anfang der 2000er-Jahre wurde das Museum in Erinnerung an den Marathen-Herrscher Shivaji (1630–1680) umbenannt.

## Die Sammlungen
Die Sammlung des Museums umfasst rund 50.000 Objekte aus den Bereichen Kunst, Archäologie und Naturgeschichte. Aus allen Kulturbereichen Indiens werden Objekte gezeigt, so dass das Museum den Charakter eines Nationalmuseums hat. Es gibt unter anderem eine Galerie für Skulpturen, eine Galerie für Kunstobjekte aus dem Himalaya und eine Galerie, die der Darstellung Krishnas gewidmet ist. Auch Gemälde und Kunsthandwerkliche Objekte aus Europa sind zu sehen, ferner eine reichhaltige chinesische und japanische Kollektion. In der forstwissenschaftlichen Abteilung werden die einheimischen Gehölze gezeigt, eine kleine geologische Abteilung präsentiert Steinproben, Mineralien und Fossilien aus der Umgebung.
Die „Maritime Heritage Gallery“ zeigt Objekte, die im weiten Sinne mit der indischen Schifffahrt zu tun haben. 2008 wurden zwei neue Galerien eröffnet, die „Karl and Meherbai Khandalavala collection“, die u. a. eine umfangreiche Sammlung der Werke Nainsukhs beinhaltet, sowie ein Münzkabinett mit indischen Münzen.

### Die Präsentation der Sammlungen
Das Museum besitzt ein Hauptgebäude und ein Erweiterungsgebäude.
Im Hauptgebäude werden 2019 folgende Abteilungen präsentiert:
Erdgeschoss - Historische Pläne und Fotografien, Indische Skulpturen
1. Geschoss - Druckgrafik, Kunst des Himalaya, Indische Metallobjekte und Indisches Kunsthandwerk, Krishnagallerie, Indische Miniaturmalerei
2. Geschoss - Jehangir Sabavala Gallery, Sir Ratan Tata und Sir Dorab Tata Gallery, Chinesische und Japanische Kunst, Historische Waffen
Im Erweiterungsbau sind 2019 folgende Abteilungen zu sehen:
Erdgeschoss - Naturgeschichte
1. Geschoss - Premchand Roychand Gallery, Wechselausstellungen, Karl und Meherbai Khandalavala Gallery,
2. Geschoss - Jehangir Nicholson Gallery, Indische Textilien, Trachten und Kostüme